# Ptilothrix relata
Ptilothrix relata är en biart som först beskrevs av Holmberg 1903.  Ptilothrix relata ingår i släktet Ptilothrix och familjen långtungebin. Inga underarter finns listade i Catalogue of Life.

## Bildgalleri

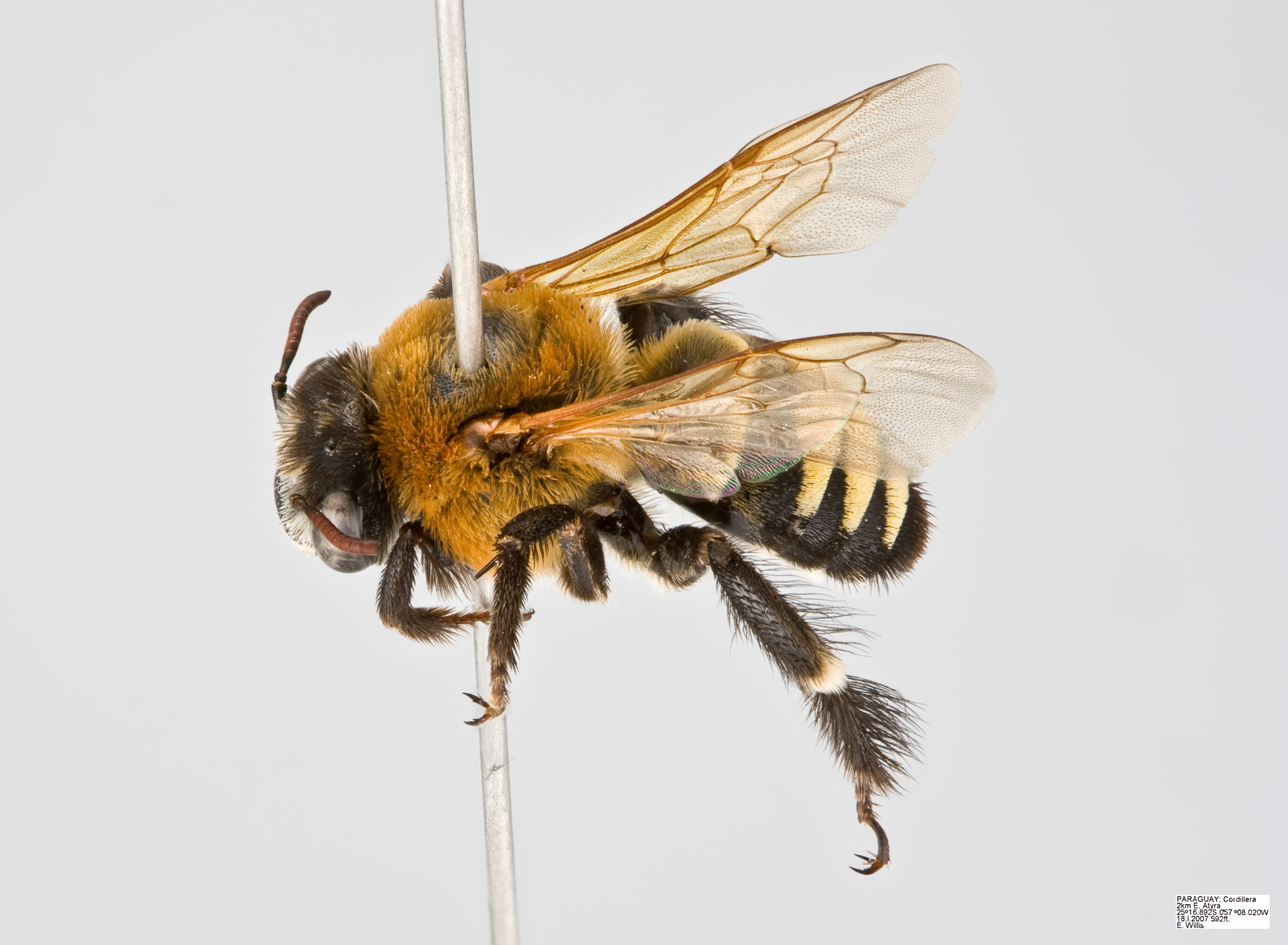